# Carex maritima
Carex maritima là một loài thực vật có hoa trong họ Cói. Loài này được Gunnerus mô tả khoa học đầu tiên năm 1772.